# Hossayanthus serjanioides
Hossayanthus serjanioides là một loài thực vật có hoa trong họ Bồ hòn. Loài này được Rzed. & Calderón mô tả khoa học đầu tiên năm 2006.